# عبدال منعم
عبدال منعم (انگلیسی: Abdul Monem) شرکت خوشه‌ای بنگلادشی است، که در سال ۱۹۸۰ تأسیس شد.